# هوغو سكونوتشيني
هوغو سكونوتشيني مواليد 10 أبريل 1971، هو لاعب كرة سلة أرجنتيني سابق بدأ مسيرته الاحترافية في سنة 1989. يبلغ طوله 6 قدم 4 بوصة (1.9 م).

## الميداليات
| الميدالية | المسابقة                             |
| --------- | ------------------------------------ |
| فضية      | بطولة كأس العالم لكرة السلة 2002     |
| ذهبية     | بطولة أمم الأمريكتين لكرة السلة 2001 |
| برونزية   | بطولة أمم الأمريكتين لكرة السلة 1999 |

## روابط خارجية
- هوغو سكونوتشيني على موقع الاتحاد الدولي لكرة السلة (الإنجليزية)
- هوغو سكونوتشيني على موقع الدوري الأوروبي لكرة السلة (الإنجليزية)
- هوغو سكونوتشيني على موقع الدوري الإسباني لكرة السلة (الإسبانية)
- هوغو سكونوتشيني على موقع كرة السلة الأوروبية.كوم (الإنجليزية)
- هوغو سكونوتشيني على موقع ريلجم (الإنجليزية)
- هوغو سكونوتشيني على موقع بروبوليرز (الإنجليزية)
- هوغو سكونوتشيني على موقع سبورتس رفرنس (الإنجليزية)
- هوغو سكونوتشيني على موقع اللجنة الأولمبية الدولية (الإنجليزية)
- هوغو سكونوتشيني على موقع أوليمبيديا (الإنجليزية)